# Нікітенко Юрій Миколайович
Юрій Миколайович Нікітенко (нар. 28 березня 1974, Одеса, УРСР) — український футболіст, воротар.

## Життєпис
Юрій Нікітенко народився 28 березня 1974 року. Вихованець ДЮФК «Чорноморець» (Одеса).
Професіональну кар'єру розпочав у кіровоградській «Зірці», в складі якої в 1991 році зіграв 1 матч. Потім повернувся до Одеси, де тренувався з першою командою «Чорноморця», в складі якого так і не зіграв жодного поєдинку. Натомість був переведений до друголігового фарм-клубу одеситів, «Чорномореця-2». В складі другої команди «Чорноморця» дебютував 14 квітня 1992 року в домашньому матчі 9-го туру підгрупи 2 першої ліги чемпіонату України проти нікопольського «Металурга». Поєдинок завершився перемогою нікопольської команди з рахунком 0:2. Юрій вийшов на поле на 50-ій хвилині, замінивши Євген Немодрука. У складі «Чорноморця-2» в чемпіонатах України зіграв 43 матчі, в яких пропустив 59 м'ячів. Це 2 матчі (6 пропущених м'ячів) провів у кубку України.
У 1994 році перейшов до тернопільської «Ниви». Проте й у тернопільській команді не став основним воротарем. Дебютував у футболці «Ниви» 28 травня 1994 року в домашньому матчі 30-го туру вищої ліги чемпіонату України проти запорізького «Торпедо». Поєдинок завершився перемогою «Ниви» з рахунком 2:0. Нікітенко вийшов на поле на 85-ій хвилині, замінивши Дмитра Тяпушкіна. Кольори тернопільської команди захищав до 2000 року. За цей час у чемпіонатах України зіграв 60 матчів, в яких пропустив 92 м'ячі, ще 11 матчів (10 м'ячів) провів у складі тернополян у кубку України. Протягом свого перебування в складі «Ниви» декілька разів відправлявся в оренду до нижчолігових клубів. В 1998 році зіграв 2 матчі в футболці чортківського «Кристала», а в 2000 році провів 1 поєдинок (1 пропущений м'яч) у футболці «Ниви-Тернопіля-2».
З 2001 по 2004 рокиу виступав у складі луцької «Волині». 17 липня 2001 року дебютував у складі «хрестоносців» у домашньому матчі 1-го туру першої ліги чемпіонату України проти бориспільського «Борисфена». Поєдинок завершився перемогою лучан з рахунком 1:0. Нікітенко вийшов на поле в стартовому складі та відіграв увесь поєдинок, при цьому залишив ворота своєї команди «на замку». Загалом у складі «Волині» в чемпіонатах України зіграв 43 матчі, в яких пропустив 37 м'ячів, ще 9 матчів (7 пропущених м'ячів) у складі лучан провів у кубку України.
З 2005 по 2006 роки виступав у складі хмельницького «Поділля». У складі хмельницького клубу дебютував 17 квітня 2005 року в переможному (5:0) домашньому матчі 24-го туру першої ліги чемпіонату України проти броварського «Нафкома». Юрій вийшов на поле на 75-ій хвилині, замінивши Олега Венчака. Протягом свого перебування в «Поділлі» в чемпіонатах України зіграв 32 матчі, в яких пропустив 33 голи. Ще 1 матч (1 пропущений м'яч) провів у кубку України. В 2007 році зіграв 2 матчі (1 пропущений м'яч) у складі івано-франківського «Спартака».
З 2007 по 2008 роки захищав ворота чернігівської «Десни». За чернігівську команду дебютував 19 липня 2007 року в переможному виїзному матчі (2:0) 1-го туру першої ліги чемпіонату України проти бурштинського «Енергетика». Нікітенко вийшов у стартовому складі та відіграв увесь матч, при цьому залишив ворота свого клубу «на замку». У футболці «Десни» в чемпіонатах України зіграв 35 матчів, в яких пропустив 45 м'ячів, ще 3 матчі (3 пропущені голи) провів у кубку України.
З 2011 по 2012 роки виступав у складі аматорського клубу «Совіньйон» з Одеської області. В 2011 році в складі клубу став переможцем обласного чемпіонату.

## Досягнення

### На професіональному рівні
- Перша ліга чемпіонату України
  -  Чемпіон (1): 2001/02

### На аматорському рівні
- Чемпіонат Одеської області
  -  Чемпіон (1): 2011